# Wiktor Białous
Wiktor Białous (Bielas) ps „Kotwica” (ur. 17 stycznia?/30 stycznia 1916 w majątku Kwiatkowce–Sobotniki, powiat Lida, zm. 22 czerwca 2001 we Fromborku) – strzelec Wojska Polskiego II RP, członek załogi i obrońca Wojskowej Składnicy Tranzytowej na Westerplatte w wojnie obronnej 1939.

## Życiorys

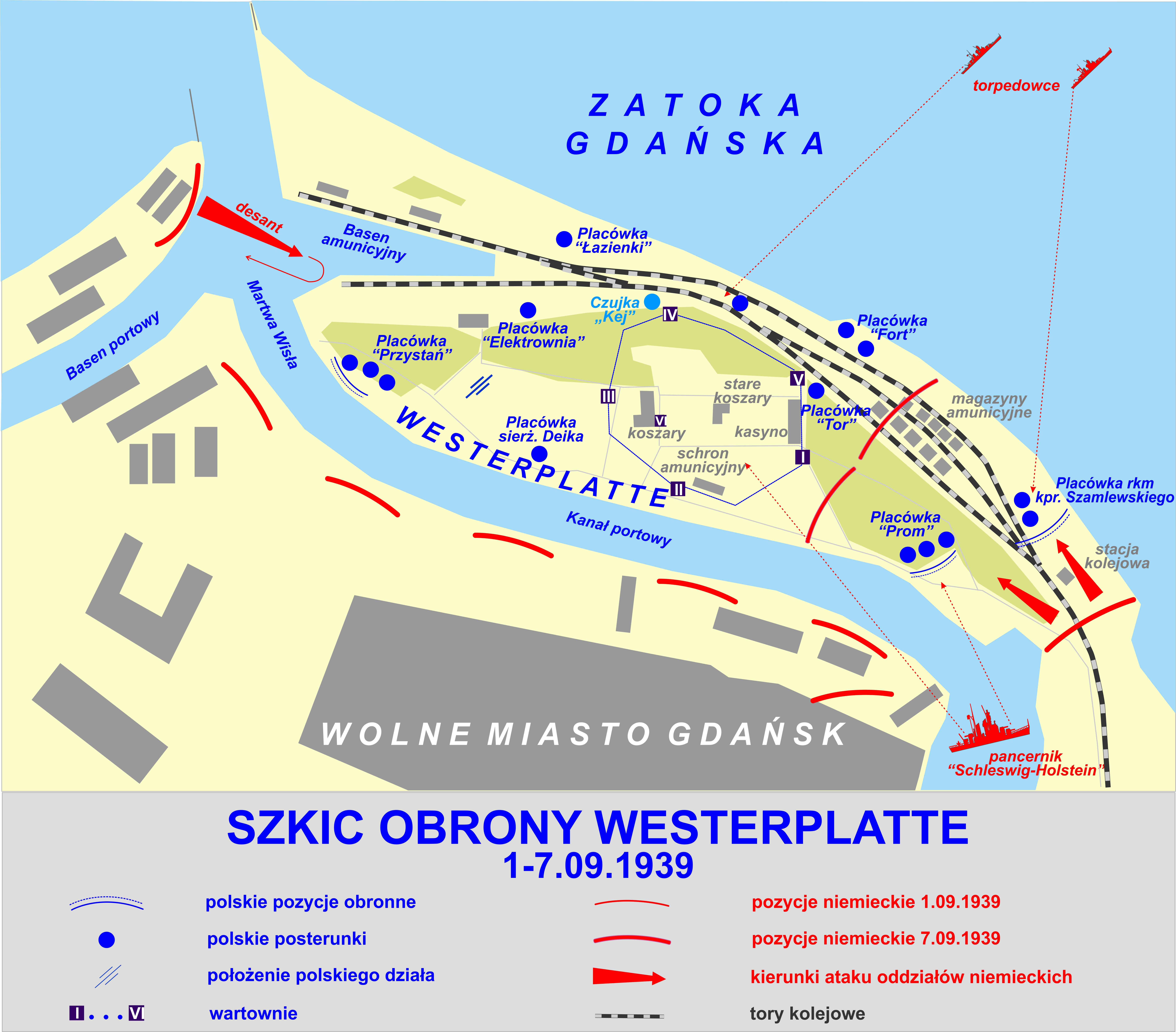
Obrona Westerplatte

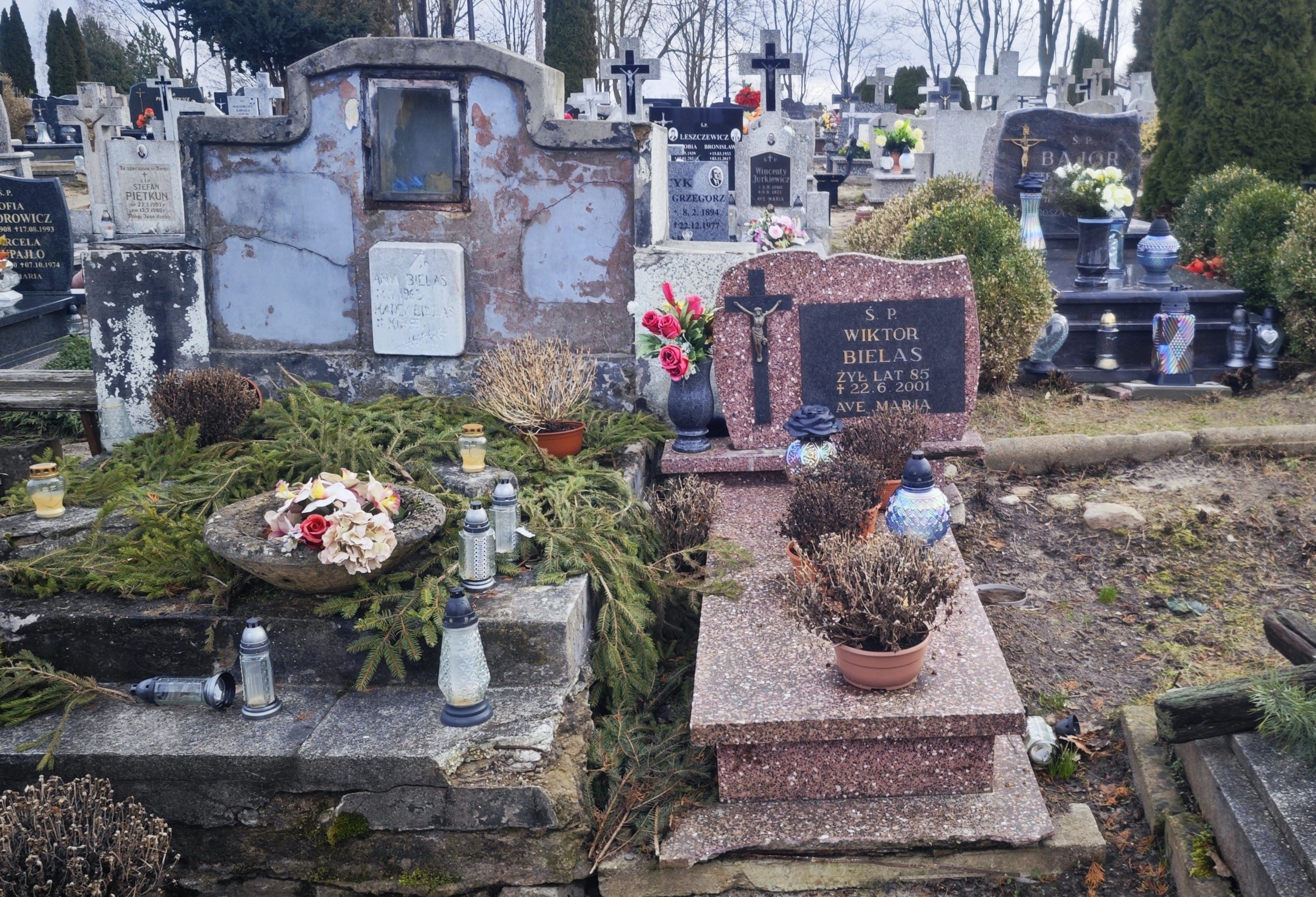
Grób na cmentarzu we Fromborku

Syn Józefa i Michaliny z domu Kulmis. W 1935 wstąpił jako ochotnik do Wojska Polskiego. Został wcielony do 77 pułku piechoty.
Na Westerplatte przybył 7 sierpnia 1939 w 18-osobowej grupie żołnierzy w składzie: kpr. Józef Pietrzak i 17 strzelców wybranych z pułków stacjonujących na Wileńszczyźnie. Na Westerplatte dostał się w przebraniu cywilnego pracownika Składnicy. Brał udział w obronie placówki „Prom” i wartowni nr 1. Kontuzjowany i lekko ranny. W imiennej ewidencji PCK znajduje się zapis treści następującej: „strzelec Białous Wiktor 7 IX 1939 r. został wzięty do niewoli niemieckiej na Westerplatte i przekazany do Stalagu I A (nr jeńca 2205). Dnia 15 II 1941 r. zwolniony jako Białorusin do Heynau powiat Ebenrode”. We wrześniu 1942 uciekł i przedostał się w rodzinne strony. Nawiązał kontakty z Armią Krajową. Zostaje w stopniu sierżanta podoficerem do specjalnych poruczeń majora Aleksandra Olechnowicza „Pohoreckiego”. W 1944 został internowany przez Sowietów i wysłany do łagrów w Workucie. Po powrocie do Wilna, w związku z tym że Wileńszczyzna pozostała poza obszarem Polski, postanowił przenieść się do Fromborka. W listopadzie 1946 przybył w ramach repatriacji do Olsztyna, pod nazwiskiem Biełas Wiktor. Aresztowany i sądzony przez Sąd Powiatowy w Lidzbarku Warmińskim. Po odsiedzeniu kary, w 1950 ponownie aresztowany za przynależność do AK oraz walkę na Westerplatte. Karę odbył w więzieniu w Bartoszycach, w którym w celi śmierci spędził ponad 6 miesięcy.
Zatrudnił się jako nadzorca robót melioracyjnych w Braniewie. Do 1962 pracował jako powiatowy technik melioracji w Górowie Wlk. i Grajewie, działając w radach narodowych Braniewa i Olsztyna. Od 1962 do 1981 zatrudniony był w Rejonie Dróg Publicznych w Elblągu, skąd odszedł na emeryturę 31 stycznia 1981. Dnia 6 czerwca 1980 prezes zarządu koła gminnego ZBoWiD w Lidzbarku Warmińskim, obrońca Westerplatte Piotr Nowik wystawił oświadczenie treści następującej: „...Kol. Białous noszący obecnie nazwisko Bielas brał udział w obronie na placówce Prom, którą dowodził por. Pająk. Przyczyny zmiany nazwiska nie są mi bliżej znane”. Dnia 26 lipca 1982 Zarząd Wojewódzki ZBoWiD w Elblągu (numer ewidencyjny 9228) wydał zaświadczenie stwierdzające, iż Wiktor Bielas jest członkiem zwyczajnym ZBoWiD z tytułu udziału walki od l do 8 września 1939 w szeregach Wojska Polskiego. Nominację na stopień majora w stanie spoczynku otrzymał w 1989.
Brał udział w pracach Klubu Szkół Westerplatte. W 2000 wręczał nowy sztandar XIII LO w Krakowie im Bohaterów Westerplatte.
Mieszkał we Fromborku. Zmarł 23 czerwca 2001 r. Pochowany został na cmentarzu komunalnym we Fromborku.

## Upamiętnienie
- Honorowy Obywatel miasta Gdańska[6]

## Odznaczenia
- Srebrny Krzyż Orderu Virtuti Militari (1989)
- Krzyż Kawalerski Orderu Odrodzenia Polski
- Odznaka Grunwaldzka (1960)
- Brązowy Medal „Zasłużonym na Polu Chwały”
- Medal Zwycięstwa i Wolności 1945 (1983)
- Krzyż Armii Krajowej
- Medal „Za udział w Wojnie Obronnej 1939" (1982)
- Medal 1000-lecia Gdańska (1997)
- Odznaka honorowa „Za zasługi dla Miasta Gdańska”
- Odznaka Honorowa Związku Kombatantów RP i BWP (1997)
- Złota Odznaka Ministerstwa Komunikacji